# Ouratea longifolia
Ouratea longifolia là một loài thực vật có hoa trong họ Ochnaceae. Loài này được (Lam.) Engl. mô tả khoa học đầu tiên năm 1876.